# 叙尔费尔德
叙尔费尔德是德国石勒苏益格－荷尔斯泰因州的一个市镇。总面积26.05平方公里，总人口3387人，其中男性1663人，女性1724人（2011年12月31日），人口密度130人/平方公里。